# Йозеф Гамерль
Йозеф Гамерль (нім. Josef Hamerl, 22 січня 1931, Відень — 15 липня 2017) — австрійський футболіст, що грав на позиції нападника, зокрема, за клуб «Вінер Шпорт-Клуб», а також національну збірну Австрії.
Дворазовий чемпіон Австрії.

## Клубна кар'єра
У футболі дебютував 1952 року виступами за команду «Відень», в якій провів два сезони. 
Згодом з 1955 по 1956 рік грав у складі команд «Аустрія» (Відень) та «Відень».
Своєю грою за останню команду привернув увагу представників тренерського штабу клубу «Вінер Шпорт-Клуб», до складу якого приєднався 1956 року. Відіграв за віденську команду наступні шість сезонів своєї ігрової кар'єри. За цей час став дворазовим чемпіоном Австрії. Забив чотири голи у легендарній перемозі «Вінер Шпорт-Клубу» (7-0) над чемпіонами Італії «Ювентусом» в матчі-відповіді 1/16 фіналу Кубка європейських чемпіонів.
Протягом 1962—1966 років захищав кольори клубів «Адміра» (Відень), «Вінер Шпорт-Клуб» та «Капфенберг».
Завершив ігрову кар'єру у команді «Вінер-Нойштадтер», за яку виступав протягом 1966—1967 років.

## Виступи за збірну
1958 року дебютував в офіційних матчах у складі національної збірної Австрії. Протягом кар'єри у національній команді провів у її формі 9 матчів, забивши 2 голи.
Був присутній в заявці збірної на чемпіонаті світу 1958 року у Швеції, але на поле не виходив.
Помер 15 липня 2017 року на 87-му році життя.

## Титули і досягнення
- Чемпіон Австрії (2):

«Вінер Шпорт-Клуб»: 1958, 1959